# Страховая стоимость
Страховая стоимость — действительная, фактическая стоимость имущества для целей страхования
,
.  Для определения страховой стоимости применяются различные методы экономической оценки.
Страховая стоимость имеет важное значение для определения страховой суммы в договоре страхования имущества. Страховая сумма не может быть больше страховой стоимости. В случае превышения страховой суммы страховой стоимости договор страхования в силу закона считается недействительным в той части страховой суммы, которая превышает действительную стоимость на момент заключения договора страхования.
Отдельно трактуется страховая стоимость при страховании финансовых и предпринимательских рисков. При заключении договора страхования финансовых рисков очень часто невозможно оценить размер потенциальных убытков у страхователя при наступлении страхового случая, поэтому в таких договорах страховая стоимость может указываться по усмотрению страхователя или же не указываться вовсе
.
При страховании предпринимательских рисков страховую стоимость определяют как максимально возможный убыток у предпринимателя (непредвиденные или неэффективные расходы, утрата имущества или неполученный ожидаемый доход), который оценивается по данным его бухучета и из анализа рыночной ситуации.
В личном страховании понятие страховой стоимости не имеет смысла, так как нет объективной оценки стоимости жизни, здоровья человека.